# میساکو واتانابه
میساکو واتانابه (انگلیسی: Misako Watanabe؛ زاده ۲۳ اکتبر ۱۹۳۲) هنرپیشه اهل ژاپن است.
از فیلم‌ها و سریال‌هایی که وی در آن نقش داشته است، می‌توان به کوایدان و سال‌های دور از خانه اشاره کرد.